# René Angélil
René Angélil (født 16. januar 1942 i Montréal, Canada, død 14. januar 2016 i Las Vegas, USA) var en canadisk komponist og tidligere sanger. Fra 1981 var han manager for sangerinden Céline Dion, som han også var gift med fra 1994. Sammen havde de sønnerne: Reneé-Charles Angelil, Eddy og Nelson
1. ↑  Navnet er anført på engelsk og stammer fra Wikidata hvor navnet endnu ikke findes på dansk.
2. ↑  Navnet er anført på engelsk og stammer fra Wikidata hvor navnet endnu ikke findes på dansk.